# Snežana Samardžić-Marković
Pour les articles homonymes, voir Marković.
Snežana Samardžić-Marković (en serbe cyrillique : Снежана Самарџић-Марковић ; née le 10 mars 1966 à Belgrade)  est Directrice Générale de la Démocratie au Conseil de l'Europe depuis 2012, où elle est chargée des domaines politiques suivants : éducation et jeunesse, démocratie locale, politiques culturelles, assistance électorale, protection de la dignité humaine, égalité des sexes, droits des enfants et droits des minorités, lutte contre la discrimination, citoyenneté démocratique et réponse démocratique aux situations de crise. 

## Biographie
Snežana Samardžić-Marković est diplômée de la Faculté de philologie de l'université de Belgrade. Elle occupe de nombreux postes au sein du gouvernement serbe, notamment ceux de directrice adjointe au ministère des Affaires étrangères pour les pays voisins, de ministre adjointe de la Défense (2005-2007) et coprésidente du groupe Serbie-OTAN sur la réforme de la défense, membre du conseil de fondation de l'AMA, ministre de la Jeunesse et des Sports (2007-2012) et présidente du Fonds des jeunes talents. 
Elle rejoint le Conseil de l'Europe en avril 2012 en tant que Directrice générale de la Direction Générale II Démocratie.